# John Goodman
John Stephen Goodman (Saint Louis (Missouri), 20 juni 1952) is een Amerikaans televisie- en filmacteur.

## Loopbaan
Goodman speelde onder meer van 1988 tot en met 1997 Dan Conner in de komedieserie Roseanne, waarvoor hij in 1993 een Golden Globe won. Daarnaast werden hem meer dan vijftien andere acteerprijzen toegekend, waaronder American Comedy Awards in 1989 en 1990 (beide voor Roseanne), een Primetime Emmy Award in 2007 (voor zijn gastrol in Studio 60 on the Sunset Strip) en een National Board of Review Award in 2012 (voor zijn rollen in Argo, Flight, ParaNorman en Trouble with the Curve tezamen). In 2017 kreeg hij een ster op de Hollywood Walk of Fame.
Na de middelbare school en een dramaopleiding aan de Universiteit van Missouri werkte Goodman een tijd als uitsmijter. Hij speelde in de Broadwaymusical Big River de vader van Huckleberry Finn. Op televisie was hij veelvuldig te zien in het sketchprogramma Saturday Night Live.
Goodman trouwde in 1989 met Annabeth Hartzog, met wie hij in 1990 een dochter kreeg.

## Filmografie
*Exclusief 10+ televisiefilms
- Smurfs (2025, stem) - Grote Smurf
- Easy Does It (2019) - William Mulligan
- Captive State (2019) - William Mulligan
- Atomic Blonde (2017) - Emmett Kurzfeld
- Kong: Skull Island (2017) - Bill Randa
- Patriots Day (2016) - Edward Davis
- 10 Cloverfield Lane (2016) - Howard
- Love the Coopers (2015) - Sam
- Transformers: Age of Extinction (2014, stem) - Hound
- The Monuments Men (2014) - Walter Garfield
- Monsters University (2013, stem) - James P. "Sully" Sullivan
- The Internship (2013) - Nick en Billy's baas
- The Hangover Part III (2013) - Marshall
- Inside Llewyn Davis (2013) - Roland Turner
- Flight (2012) - Harling Mays
- Trouble with the Curve (2012) - Pete Klein
- Argo (2012) - John Chambers
- The Campaign (2012) - Scott Talley
- ParaNorman (2012, stem) - Mr. Prenderghast
- Extremely Loud & Incredibly Close (2011) - Stan the Doorman
- The Artist (2011) - Al Zimmer
- Red State (2011) - Joseph Keenan
- Drunkboat (2010) - Fletcher
- Girls Gone Gangsta (2009) - Mortimer J Hamm
- The Princess and the Frog (2009, stem) - 'Big Daddy' La Bouff
- Pope Joan (2009) - Sergius
- Alabama Moon (2009) - Mr. Wellington
- In the Electric Mist (2009) - Julie 'Baby Feet' Balboni
- Confessions of a Shopaholic (2009) - Graham Bloomwood
- Gigantic (2008) - Al Lolly
- Speed Racer (2008) - Pops
- Bee Movie (2007, stem) - Layton T. Montgomery
- Death Sentence (2007) - Bones Darley
- Evan Almighty (2007) - Congressman Long
- The Year Without a Santa Claus (2006, televisiefilm) - Santa Claus
- Cars (2006, stem en cameo) - Sullivan Truck
- Kronk's New Groove (2005, stem) - Pacha
- Marilyn Hotchkiss' Ballroom Dancing & Charm School (2005) - Steve Mills
- Beyond the Sea (2004) - Steve Blauner
- Clifford's Really Big Movie (2004, stem) - George Wolfsbottom
- Home of Phobia (2004) - Rodney
- The Jungle Book 2 (2003, stem) - Baloo
- Masked and Anonymous (2003) - Uncle Sweetheart
- Dirty Deeds (2002) - Tony Testano
- Mike's New Car (2002, stem - kortfilm) - Sullivan
- Monsters, Inc. (2001, stem) - James P. "Sulley" Sullivan
- Happy Birthday (2001) - The Dean
- Storytelling (2001) - Marty Livingston
- One Night at McCool's (2001) - Detective Dehling
- My First Mister (2001) - Benjamin
- The Emperor's New Groove (2000, stem) - Pacha
- Coyote Ugly (2000) - Bill
- The Adventures of Rocky & Bullwinkle (2000) - Oklahoma Cop
- O Brother, Where Art Thou? (2000) - Big Dan Teague
- What Planet Are You From? (2000) - Roland Jones
- Bringing Out the Dead (1999) - Larry
- The Runner (1999) - Deepthroat
- Rudolph the Red-Nosed Reindeer: The Movie (1998, stem) - Santa Claus
- The Real Macaw (1998, stem) - Mac
- Dirty Work (1998) - Mayor Adrian Riggins
- The Big Lebowski (1998) - Walter Sobchak
- Blues Brothers 2000 (1998) - Mighty Mack McTeer
- Fallen (1998) - Jonesy
- The Borrowers (1997) - Ocious P. Potter
- Mother Night (1996) - Major Frank Wirtanen
- Pie in the Sky (1996) - Alan Davenport
- The Flintstones (1994) - Fred Flintstone
- The Hudsucker Proxy (1994) - Newsreel Announcer
- We're Back! A Dinosaur's Story (1993, stem) - Rex
- Born Yesterday (1993) - Harry Brock
- Matinee (1993) - Lawrence Woolsey
- The Babe (1992) - George Herman 'Babe' Ruth
- Barton Fink (1991) - Charlie Meadows
- King Ralph (1991) - Ralph Hampton Gainesworth Jones
- Arachnophobia (1990) - Delbert McClintock
- Stella (1990) - Ed Munn
- Always (1989) - Al Yackey
- Sea of Love (1989) - Det. Sherman
- Everybody's All-American (1988) - Lawrence
- Punchline (1988) - John Krytsick
- The Wrong Guys (1988) - Duke Earle
- Burglar (1987) - Detective Nyswander
- Raising Arizona (1987) - Gale Snoats
- The Big Easy (1987) - Det. Andre DeSoto
- True Stories (1986) - Louis Fyne
- Sweet Dreams (1985) - Otis
- Maria's Lovers (1984) - Frank
- C.H.U.D. (1984) - Cop in Diner
- Revenge of the Nerds (1984) - Coach Harris
- The Survivors (1983) - Commando
- Eddie Macon's Run (1983) - Hebert
- Jailbait Babysitter (1977) - Fred

## Televisieseries
*Exclusief eenmalige gastrollen
- Monarch: Legacy of Monsters - Bill Randa (2023-2024, twee afleveringen
- Monsters at Work - James P. (Sulley) Sullivan (2021-2024, stem, 19 afleveringen)
- The Righteous Gemstones - Eli Gemstone (2019-...)
- The Conners - Dan Conner (2018-...)
- Alpha House - Senator Gil John Biggs (2013-2014, 21 afleveringen)
- Dancing on the Edge - Masterson (2013, vijf afleveringen)
- Community - Vice Dean Laybourne (2011-2012, zes afleveringen)
- Damages - Howard T. Erickson (2011, tien afleveringen)
- Treme - Creighton Bernette (2010-2011, dertien afleveringen)
- The Emperor's New School - stem Pascha (2007-2008, zestien afleveringen)
- Studio 60 on the Sunset Strip - Rechter Robert Bebe (2006, twee afleveringen)
- Father of the Pride - Larry (2004-2005, veertien afleveringen)
- Center of the Universe - John Barnett (2004-2005, twaalf afleveringen)
- The West Wing - Glenallen Walken (2003-2004, vier afleveringen)
- Saturday Night Live - Verschillende (1998-2003, acht afleveringen)
- Normal, Ohio - William 'Butch' Gamble (2000- zeven afleveringen)
- Now and Again - Michael Wiseman (1999-2000, twee afleveringen)
- Soul Man - Stan Hamel (1997-1998, twee afleveringen)
- Roseanne - Dan Conner (1988-1997, 221 afleveringen)